# Pascal Lissouba
Pascal Lissouba (Tsinguidi, 15 de novembro de 1931 – Perpinhão, 24 de agosto de 2020) foi um político brazavile-congolês. Foi presidente da República do Congo de 31 de agosto de 1992 a 25 de outubro de 1997, o primeiro a ser democraticamente eleito. Foi derrubado pelo antecessor e atual presidente Denis Sassou Nguesso na guerra civil de 1997 e se exilou em Londres. Em 2001, um tribunal no Congo o condenou, in absentia, a 30 anos de prisão por traição e corrupção.
Morreu no dia 24 de agosto de 2020 em Perpinhão, aos 88 anos.